# Abjad

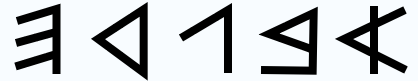
Un exemplu de abjad este alfabetul fenician.

Un abjad (pronunțat în limba română: /'abdʒɑd/) e un tip de sistem de scriere în care fiecare grafem reprezintă câte o consoană, lăsându-i cititorului să adauge vocalele. Termenul de  abjad vine de la primele 4 litere ale vechiului alfabet arab, care sunt د ,ج ,ب ,ا (a, b, j, și d).

## Etimologie
Termenul de „abjad” (أبجد, transliterat: abjad) derivă din pronunțarea primelor 4 litere ale alfabetului arab, în ordinea alfabetului de mai înainte.

## Origini

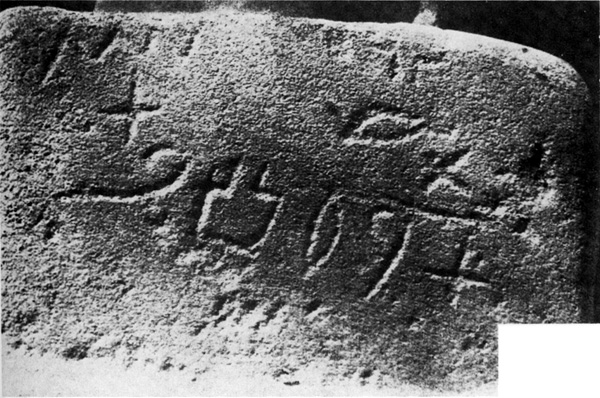
Una dintre primele scrieri abjadice este scrierea proto-sinaitică.

Primul abjad care a fost utilizt la o scară largă a fost abjadul fenician. Spre deosebire de alte scrieri din perioada aceea, cuneiformele și hieroglifele egiptene, scrierea feniciană era compusă doar din câteva zeci de grafeme ușor de făcut, lucru ce a făcut ca scrierea feniciană să fie ușor de învățat, negustorii marini fenicieni folosind-o oriunde se duceau.
Abjadul fenician a fost o scriere fonetică simplificată.
Abjadul fenician a dat naștere unor sisteme de scriere din care derivă majoritatea din ziua de azi, incluzând alfabetul grec și abjadul aramaic. Din alfabetul grec derivă alfabetele moderne vestice, ca cel latin sau cel chirilic, în timp ce abjadul aramaic a devenit strămoșul multor abjaduri și abugidauri din Asia.

## Abjaduri impure

Semi-abjadul arab este un exemplu de semi-abjad.

Abjadurile impure (cunoscute și ca „semi-abjaduri”) au niște caractere pentru vocale sau diacritice opționale pentru vocale, uneori ambele tipuri de caractere. Majoritatea celor mai moderne abjaduri sunt impure, ca cel arab, sau ca cel ebraic, pentru că ele conțin caractere pentru unele foneme vocalice.

## Abjadurile & structurile limbilor semitice
Forma de scriere abjadică este adaptată bine la structura morfologică a limbilor semitice. Asta se întâmplă deoarece cuvintele limbilor semitice sunt formate de obicei dintr-o rădăcină compusă din 3 consoane, vocalele fiind folosite formele inflexinle sau derivate.